# Château de Vallery
El château de Vallery, o château des Condé es un château de estilo renacentista, está situado en Bourgogne-Franche-Comté en el departamento francés de Yonne en el municipio de Vallery.
Su jardín y su huerta fueron objeto de una clasificación como monumentos históricos del 12 de julio de 1946 mientras que el castillo y sus dependencias fueron catalogados el 4 de octubre de 2001.

## Historia
Lo más probable es que el yacimiento sea del siglo XII, siendo el principal centro de los vizcondes de Sens (Salo, su hijo Garin, la hermana de este último Ermensent, y Galeran, el segundo marido de Ermensent). A la muerte de Ermensent de Sens, los dominios del vizconde que abarcan unos cuarenta municipios actuales se reparten entre sus nietos de su primera unión con el champenois Laurent de Vendeuvre, y su hija Helissent de Sens, dama de Chaumont, de quien procede la rama de Barres. propiedad del señorío de Chaumont.
Los hermanos Jean I y Hugues de Vallery, señores de Vallery, Saint-Valérien y Marolles-sur-Seine, hijo de Bouchard de Vendeuvre y de Mahaud de Roucy, desempeñó un papel importante bajo Luis VIII. Jean está al lado del lecho del Rey cuando murió en Montpensier. Erard de Vallery, hijo de Jean I y hermano de Jean II, es un profesional de la guerra que se puede encontrar en los campos de batalla de todo Occidente: Holanda, Acre, Sicilia-Nápoles, Túnez, etc. Carlos de Anjou le debe en parte la corona de Sicilia. Los cruzados de Túnez le deben su reembarco después de la muerte de San Luis. Jean I de Vallery se había casado con Agnès de Pougy, hija de Milon de Pougy, señor de Pougy, Marolles y St-Valérien (estas dos últimas tierras pasaron a Vallery, luego Marolles a Thianges). En cuanto a su hermano Hugues de Vallery, se casó con Ode de Pougy, hermana de Agnès.
Alrededor de 1277, la familia Nivernaise de Thianges sucedió por herencia a los Vallery, durante dos siglos.
En el siglo XV, Vallery pertenecía a la familia Poisieu, Dauphinois, incluyendo a Aymar de Poisieu dit Capdorat, castellano de Crest, comprador en 1450 de Pusignan, devoto de Carlos VII y Luis XI ; luego su nieto Michel de Poisieu, barón de Marolles, padre de Ste-Mesme, La Brosse-Montceaux y Villethierry, capitán de Montereau, alguacil de Sens : padre de Jacques de Poisieu que vendió Vallery en 1548 a Jacques d'Albon de St-André.

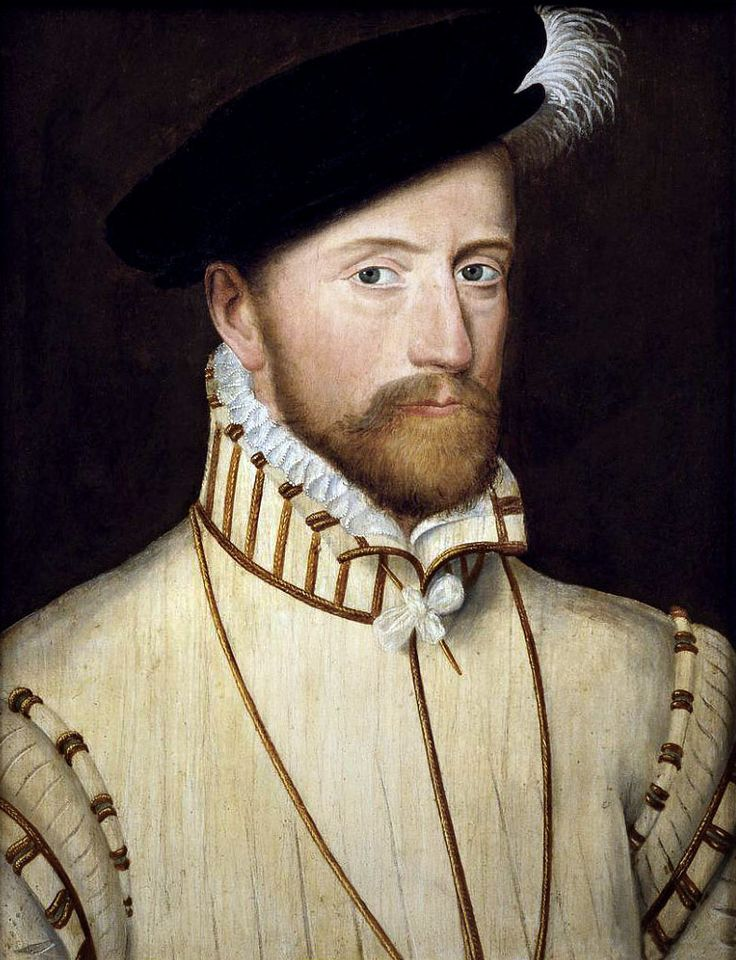
Retrato de Jacques d'Albon hacia 1562

Jacques d'Albon, señor de Saint-André, colmado de favores por Enrique II, mariscal de Francia, compró el señorío de Vallery le por 95 000 libras. En el sitio del castillo fortificado de los siglos XII XIII XIII s construido por los señores de Vallery y del que queda un recinto, un nuevo palacio fue construido por el mariscal de St-André. Erigió dos edificios perpendiculares conectados por un pabellón a partir de 1550. El cuerpo sur se alzó contra la puerta de XIV del siglo XIV. Su elevación fue confiada a Pierre Lescot y la obra a Léonard Fontaine, maestro de obras del rey, ya Guillaume Marchant, maestro albañil sastre No hay ningún documento que especifique la fecha de inicio de la construcción. Sin embargo, los acreedores del propietario anterior no permitieron que el mariscal de Saint-André comenzara a trabajar en 1549. un mercado del 4 de octubre de 1549 en la colocación de 200 brazas de esteras en el "habitaciones, pasillos, armarios de vallery » se refiere al antiguo castillo. El rey Enrique II y su corte permanecieron en Vallery del 18 al 21 de marzo de 1550 en el antiguo castillo. Suntuosas fiestas se daban allí en esta ocasión como en las de otros pasajes del rey y altas personalidades del momento . Un mercado pasado por Guillaume Marchant con su hijo y su sobrino puede demostrar que se había firmado un contrato de construcción pero que la obra no había comenzado. Los contratos se hicieron en 1554 y 1556 un contrato del 18 de abril de 1555. El suministro de piedras muestra que el ala sur no se inició hasta 1555, después del cuerpo oeste y el pabellón de la esquina Una carta de 1555 menciona la presencia de Primaticcio en 1555, probablemente como perito. Enrique II regresó allí en 1556. Francisco II llegó allí en 1559 El trabajo de carpintería no estaba completamente terminado en 1563

Armas de la Casa de Condé de 1588

Dos años después de la muerte del mariscal de Saint-André, ocurrida en 1562, su viuda Marguerite de Lustrac entregó la propiedad a Luis de Borbón, príncipe de Condé. El castillo permaneció en la casa de Condé durante casi dos siglos. Esta tierra de Vallery recibió los entierros de varios príncipes y princesas de Condé. Para darles la bienvenida, se erigió en la capilla de San Luis de la iglesia parroquial un magnífico mausoleo de mármol, realizado en 1646 por el escultor Gilles Guérin, en honor de Enrique II de Borbón-Condé, padre de Luis II de Borbón-Condé, dijo el Gran Conde.
Después de demoler el ala sur, Elisabeth-Alexandrine de Bourbon-Condé, Miss de Sens, hija de Luis III, cedió la propiedad el 12 de noviembre de 1747 a Jacques-René Cordier de Launay, señor de La Verrière. Su nieta Renée-Pélagie Cordier de Launay de Montreuil, esposa del marqués de Sade, vivió allí durante un tiempo con su famoso marido. La familia Launay vendió el castillo el 30 de marzo de 1822 al general Louis-Marie Lévesque de la Ferrière, conde del Imperio, par de Francia, enterrado en 1834 en Vallery de la que había sido alcalde.
En 1682, el ala sur fue demolida y las transformaciones introducidas gradualmente en los edificios durante el siglo XVIII. Pero desde principios del siglo XIX, las modificaciones, más que azarosas, aceleraron la larga degradación del castillo. Charles-Michel Cordier (el mismo que vendió en 1822 ; hijo de Claude ― † 1793, hijo de Jacques-René ― y hermano de Renée-Pélagie Cordier de Launay) demolió la parte norte del ala oeste, arrasó la galería, destruyó el último piso cuadrado y el ático del pabellón de la esquina. Restauró los techos bajos y completó las fachadas con pastiches. Numerosas reparaciones en los interiores, incluida la compartimentación de la galería, se repitieron en la segunda mitad de este siglo.
XX 20 siglo dejó al castillo deteriorarse a la sombra de su ilustre pasado.
Desde 1989 se utiliza para la organización de bodas por parte de una empresa privada.

## Arquitectura

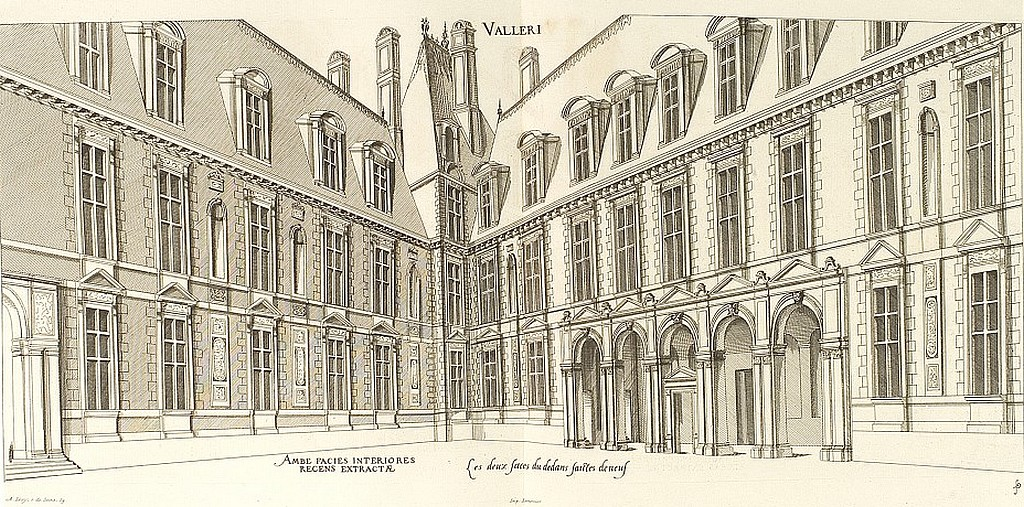
Fachadas interiores del castillo

La construcción estaba muy bien hecha, tanto que Jacques Androuet du Cerceau la compara con la del Louvre de la época en su libro Les plus excellents bastiments de France, precisando que los materiales utilizados difieren por completo, así como su diseño., sino que la belleza de la obra los une.
Según la descripción hecha por este arquitecto, el conjunto se componía principalmente de dos edificios hoteleros con un pabellón que formaba la esquina (como el del Louvre bajo Enrique II), todos levantados a la antigua usanza de la época. Los muros eran de piedra blanca y ladrillo, tanto por fuera como por dentro, decorados con molduras y otros enriquecimientos. Mármol policromado rojo y negro también adornaba las fachadas.

Este lugar de Vallery, así llamado señorío, fue antiguamente un antiguo castillo que el difunto señor mariscal de Saint-André enriqueció y amplió con su tiempo, con todo lo que allí se hacía nuevo, como ahora aparece. La casa está levantada sobre un montículo, por encima del pueblo. O hizo señor derribar parte de dicho antiguo edificio y levantar en el lugar dos cuerpos de un hotel con un pabellón en la esquina de muy bello orden y según arte antiguo, cuyo paramento, tanto por dentro como por fuera, son de piedra y ladrillo, a saber, los marcos, esquinas, molduras, puertas y enriquecimientos de piedra blanca y lo demás de ladrillo, unos y otros lo mejor asentados y recortados que sea posible. Este pabellón fue seguido en parte por el del Louvre, no porque sea el mismo arreglo, ni por enriquecimientos ni por conveniencias, sino porque no hay nada más que bello y bueno. En cuanto a la vista de los aseos por dentro, podéis conocerlos por los planos, tanto de la primera como de la segunda planta, que os he dibujado. Y en cuanto al resto del antiguo castillo, con parte del recinto cerrado, ahora se utiliza como corral. Acompaña el lugar un parque, de bastante buen tamaño, (como se puede ver por la medición de las medidas del plano) cerrado y bien cerrado. Junto a él hay otro cerrado, igualmente cerrado, que contiene diecisiete acres, donde hay toda clase de plantas de viñas, tantas Orleans, Coucy, Beaune, Muscat, Anjou como todas las demás de las más exquisitas. Además de esto, hay un gran jardín, algo alejado de la casa, en el lado sur, cerrado al frente por dentro con arcos de ladrillo, al oeste del cual hay una galería que contiene veintinueve arcos y al final de cada junto a él, un bonito pabellón de monstruos y suficientes comodidades. Frente a esta galería, además del jardín, lo separa una calzada y un estanque. Esta casa, desde la muerte de dicho señor mariscal, se convirtió en el difunto Príncipe de Condé y la conserva para el día de sus horas. Dista de Fontainebleau V leguas y de Sens IIII leguas y media, teniendo Fontainebleau por el Norte y Sens por el mediodía. Hacia el norte, se pueden ver varios tipos de árboles plantados en una línea, juntos un gran comienzo de recinto hecho en vida del difunto Lord Marshal quien, a su muerte, quedó imperfecto. Además, este lugar se completa con varias singularidades, como Heronnerie, y otras cosas que allí se requieran.
Jacques Androuet du Cerceau.

Se conservó la antigua muralla del siglo XII y se delimitaron dos zonas bien diferenciadas: el patio de honor y un patio trasero. Este último estaba separado del patio principal por un muro y albergaba caballerizas situadas a cierta distancia de la casa ya otro nivel debido a la fuerte pendiente del terreno.

## Parque y jardines

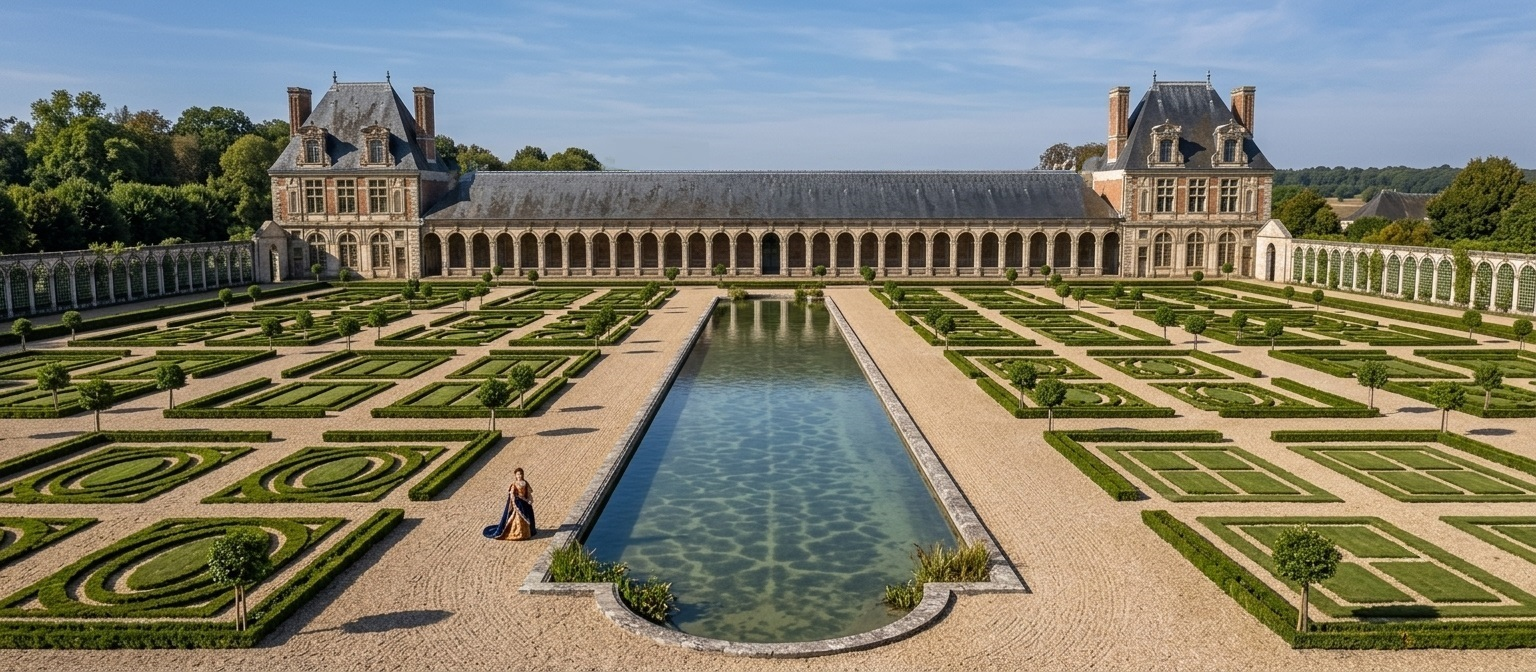
Impresión artística del jardín del castillo de Vallery desde la escalera hacia 1600.

El jardín ornamental data del siglo XVI. El recinto medieval encerraba la propiedad que estaba parcialmente rodeada por un parque cerrado plantado con vides de varias variedades de uva. El jardín regular formado por dieciséis cuadrados que enmarcan un estanque rectangular creado por Pierre Lescot para el mariscal de Saint-André fue un raro ejemplo de jardín renacentista. La galería de veintinueve arcos que conectan dos pabellones ha desaparecido pero se ha conservado la aliseda con su dársena y su acequia.
El pórtico y el pabellón del jardín, el dique, la huerta, la huerta, el estanque y el canal de riego fueron clasificados como monumentos históricos el 12 de julio de 1946.

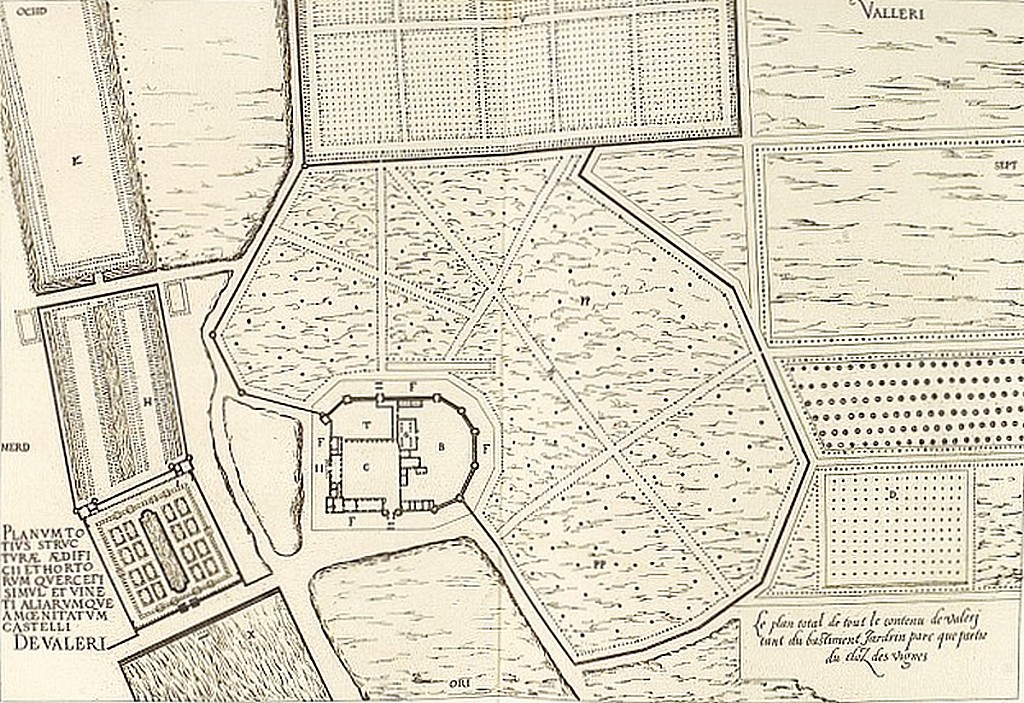
plan de dominio
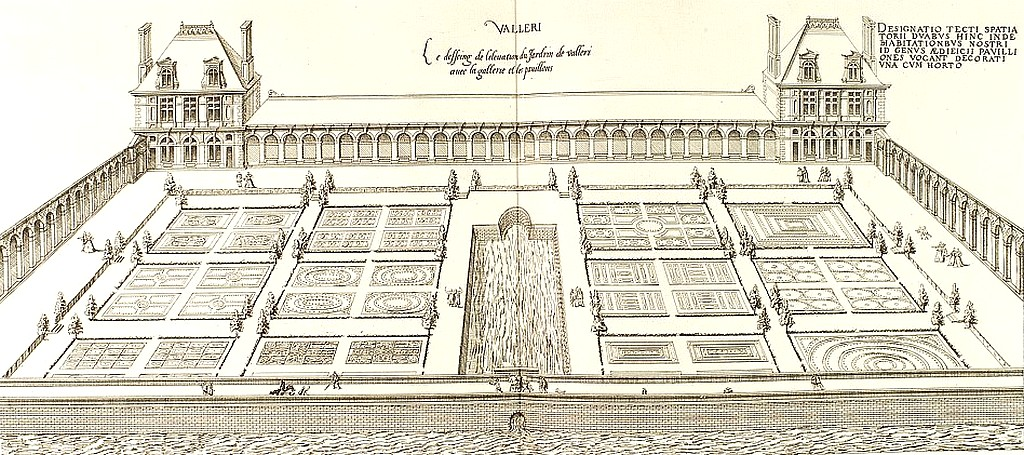
Jardín con su galería
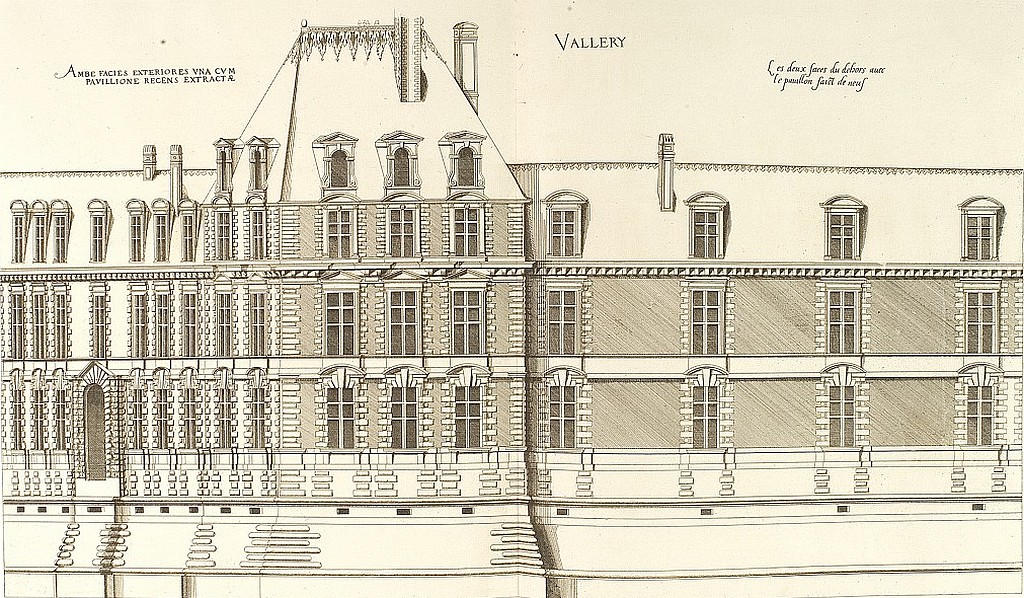
fachadas exteriores
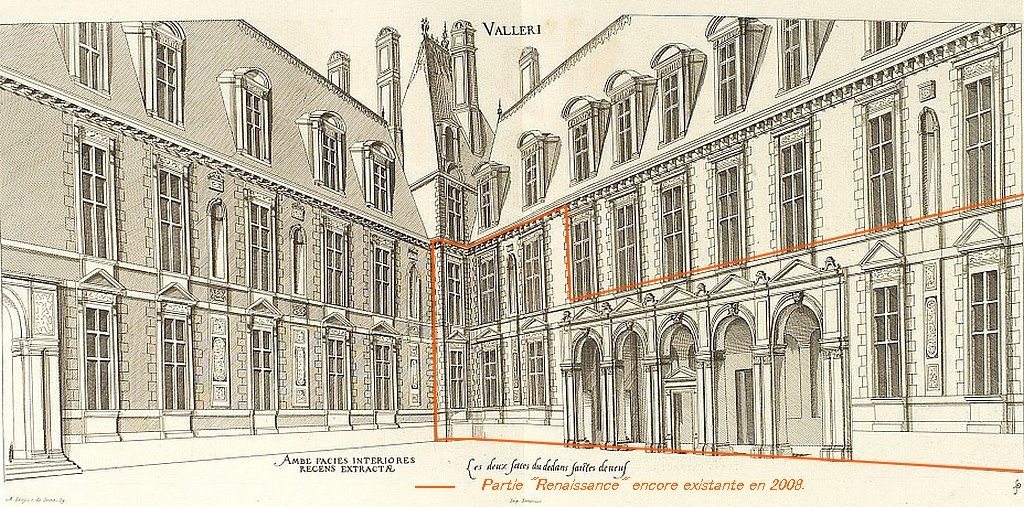
Parte existente en 2008

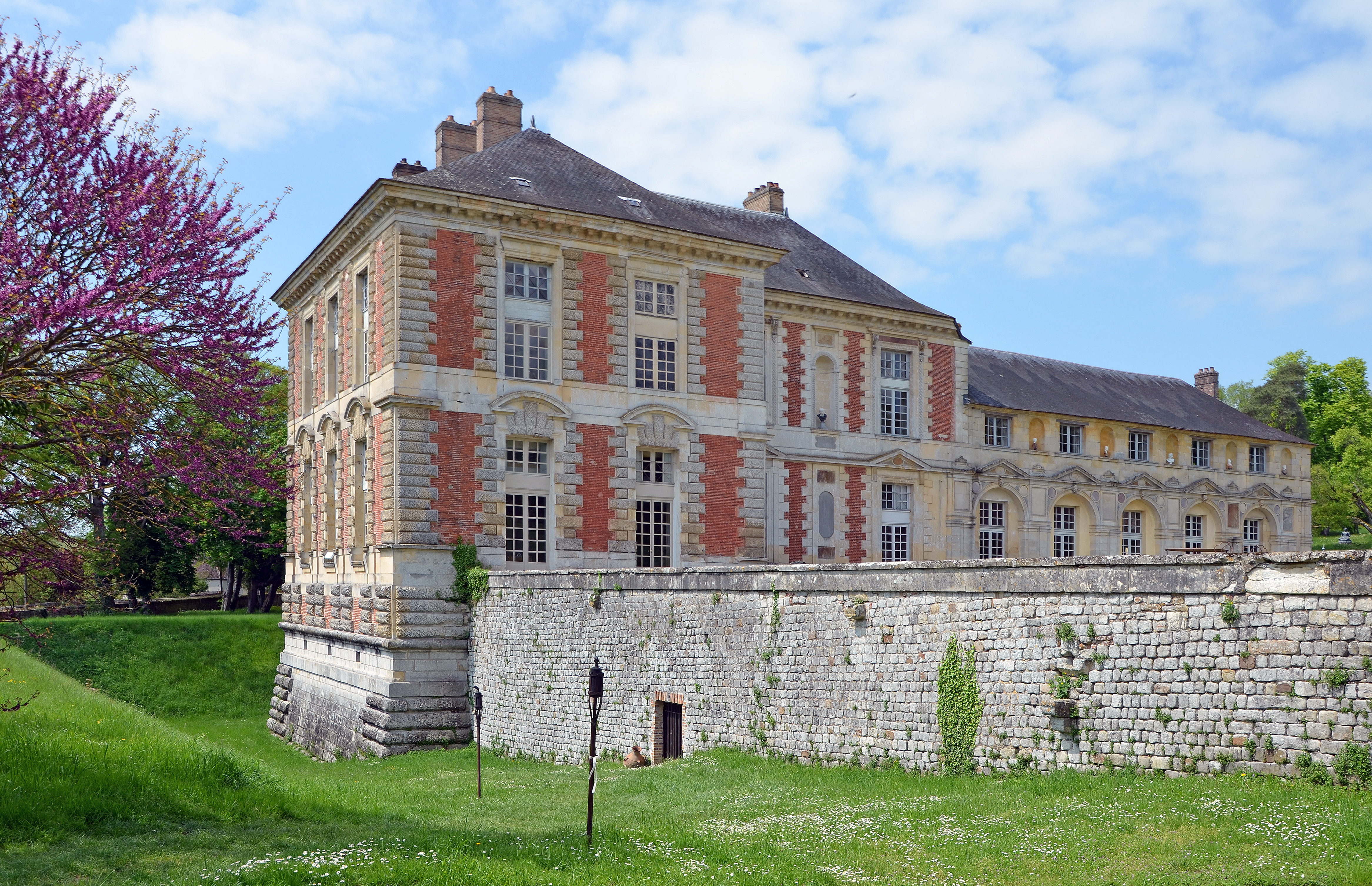
pabellón de la esquina
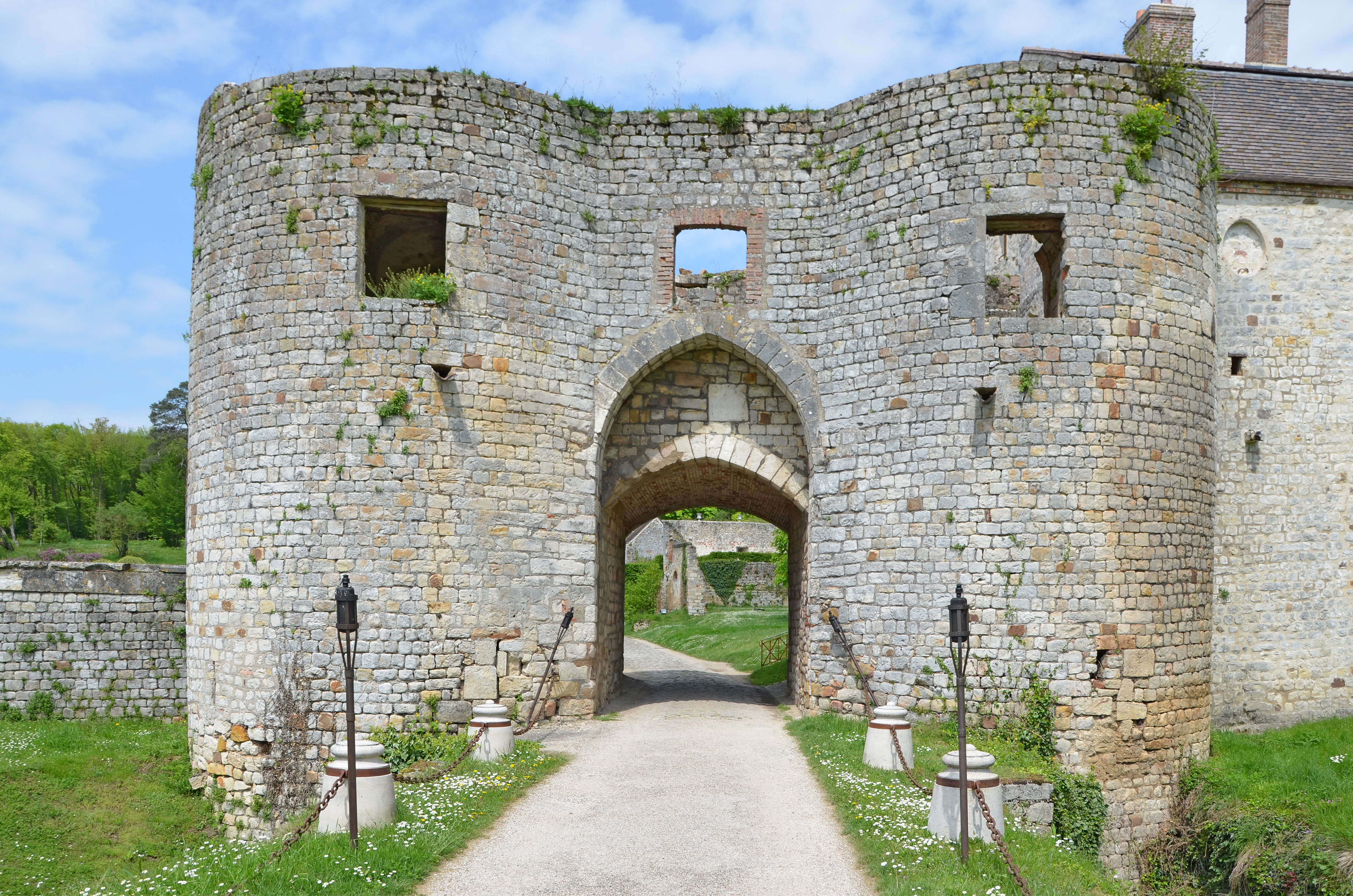
siglo XIV
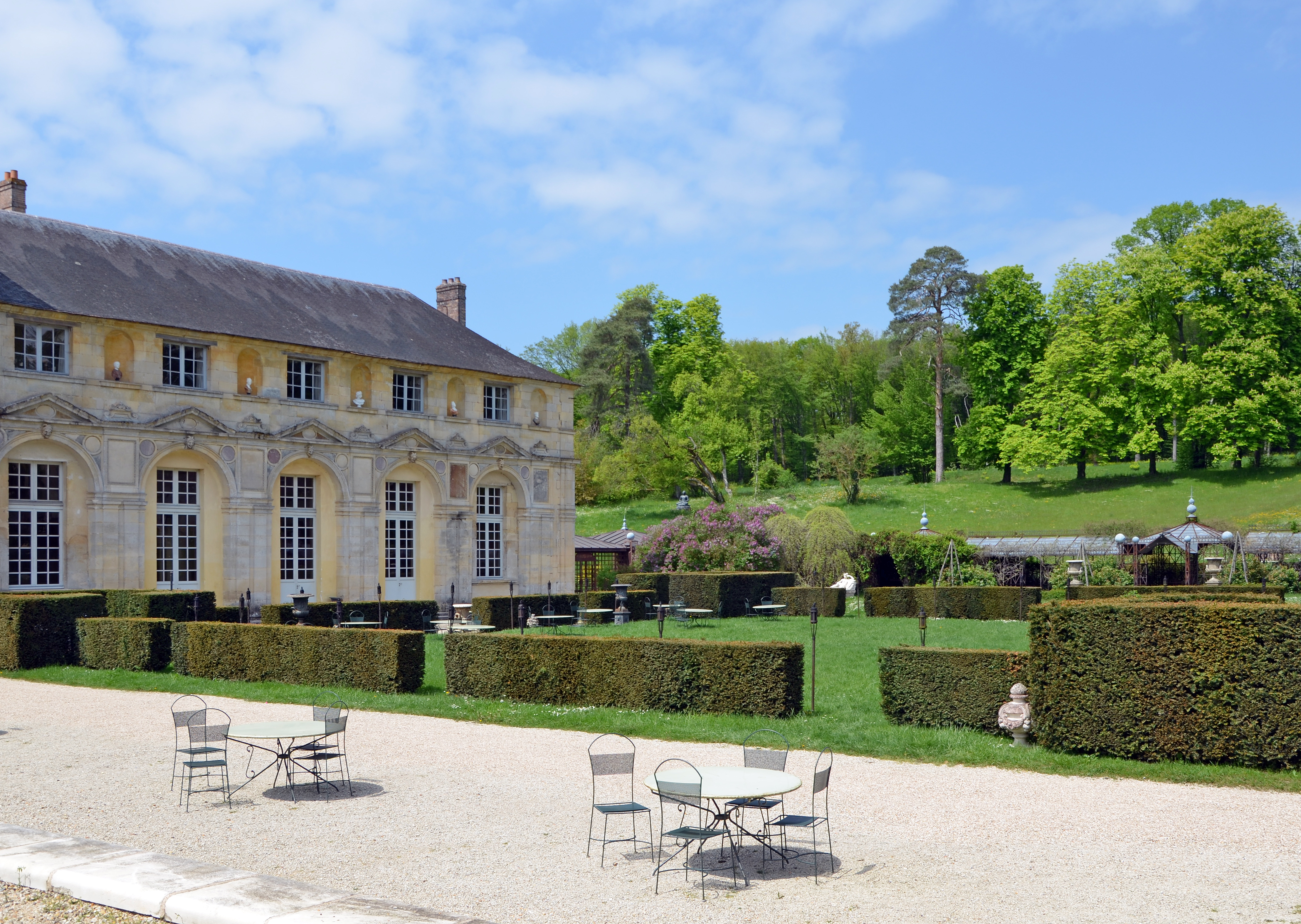
Galería y jardín inacabados
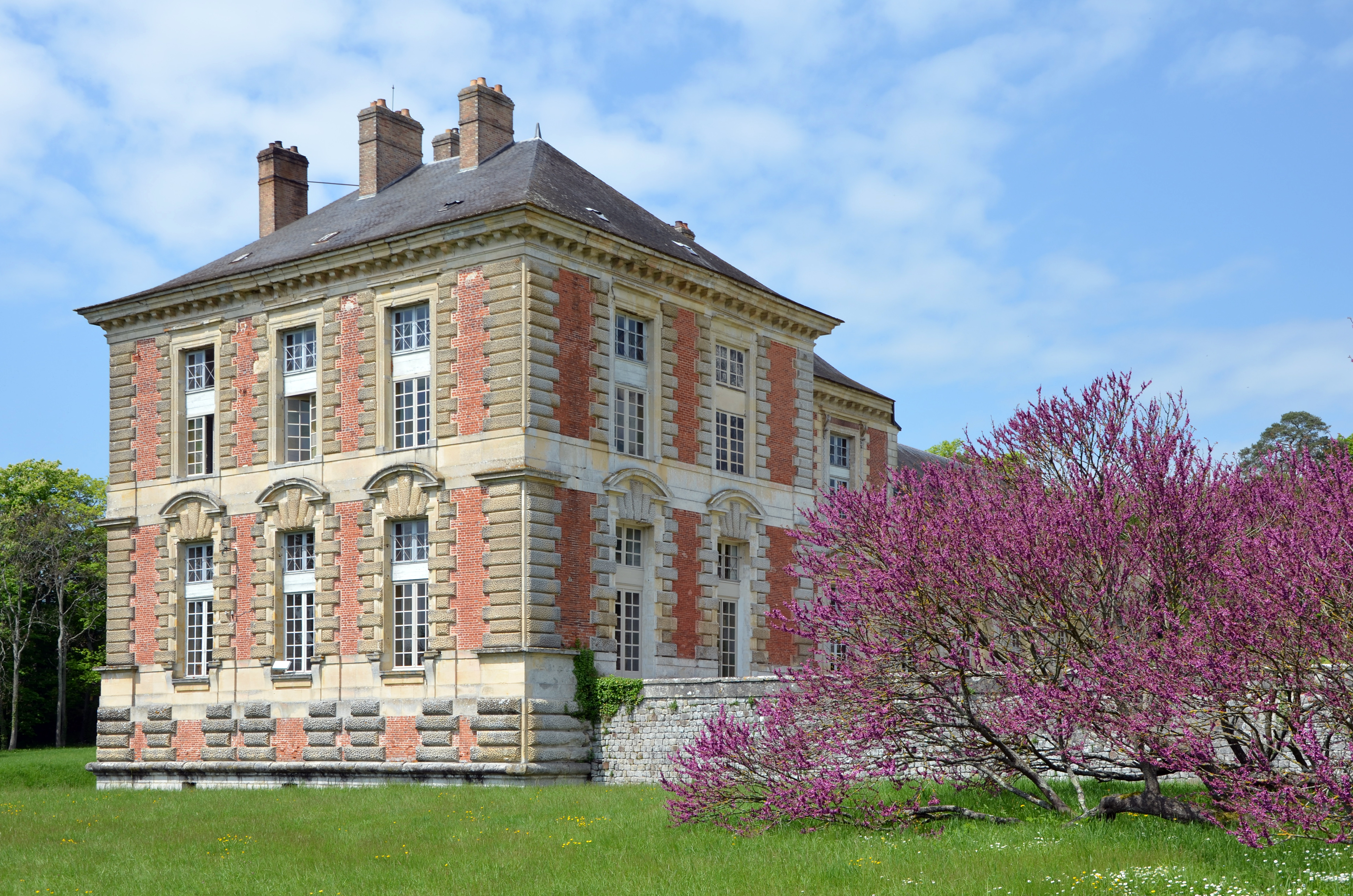
pabellón de la esquina